# Битка код Лубина
Битка код Лубина била је одлучујућа битка између малоруских козачких устаника против (католичке) пољске репресије, 
Дана 16. маја — 28. маја 1596. у близини Лубина. Козаке је водио хетман Северин Наливајко и хетман Григориј Лобода, а пољску војску краљеви хетман Станислав Жолкевски.

## Историја
После тешке битке код Острога Камена, која се десила априла 1596, Запорошки Козаци су били принуђени на одступање на други брег (леви брег) реке Дњепар, коју су звали левобережна Украјина. Са војском су одступале и породице хетмана, да би, у случају гушења устанка, побегли у Руско царство. 
У мају 1596. пољска војска са карљевим хетманом Станиславом Жолкевским блокирала је пут према истоку, који је водеио према Русији. Козаки су решили да се утврде код Лубина (данас Полтавска област). Користили су сличну тактику као у битки код Острога Камена, где су се утврдили са коњским возовима, у ширину је стало по 4 воза, укрепљено са насађеним оштрим дрвеним копљима. У козачком обручу је било око 10 хиљада људи, од чега 6 хиљада Козака, од тога 2000 прекаљених Козака са 30 топова. У пољској војсци је било око 2500 војника, заједно са војском пољских магната.
Дана 16. маја 1596. године почела је опсада козачког лагера, који је трајао оке две недеље. Козацу су се бранили и надали се помоћи Запорошких Козака под командом морнара (рус. флотоводець) Гаспарја Подвисоцког, који је био активан иза непријатељских линија. Пољаке је ометао са својом ескадром шајка, које су Дњепром пловиле све до Кијева, где потопе пољске бродове, и даље у реку Сулу (притока Дњепра). Пробој преко пољске опсаде ка опкољеном лагеру му није успео. Велике губитке је Козацима нанела пољска артиљерија. Након две недеље нестало је намирница, коњи су почели да умирају од жеди. Лоше размере донеле су до спора између регистрованих и нерегстровимих Козака. Устанак Наливајка су почели управо нерегистровани (за Пољаке нелегални) Козаци. То је искористио пољски хетман Жолкевски, који је почео тајне преговоре са регистрованим (за Пољаке административно легалним) Козацима и њиховим хетманом Григоријем Лободој, којима су нудили амнестију. Кад су остали Козаци сазнали за намеру дошло је до немира између обе стране Козака, који се претворио у оружани конфликт. У конфликту је убијен хетман Лобода.
Дана 26. маја 1596. године пољска почиње коначни напад. У ноћи на 28. маја врх регистрованих Козака ухапсила је Наливајка, рањеног Матеја Шаула и друге лидере устаника и предала их пољском хетману Жолкевском. За време предаје пољска шљахта је починила масакр над Козацима и њиховим породицама. У масакру је убијено око 1500 православних Козака са децом и женама.
Око 1500 Козака, под хетманом Кристифор Кремпским, решило се пробојем и полтавску степу. Касније су се вратили у Запорошку Сечу.